# Don S. Davis

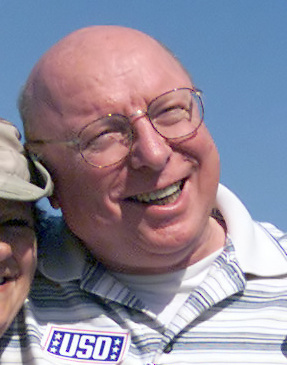
Don S. Davis (2001)

Don Sinclair Davis (* 4. August 1942 in Aurora, Missouri; † 29. Juni 2008 in Gibsons, British Columbia, Kanada) war ein US-amerikanischer Schauspieler. Zu seinen bekanntesten Rollen gehört die des Major/Lieutenant General George Hammond in der Serie Stargate – Kommando SG-1 von 1997 bis 2004.

## Leben
Davis wurde als jüngstes von vier Kindern geboren und wuchs in den Ozark Mountains im US-Bundesstaat Missouri auf. Während seiner Zeit auf dem College nahm Davis Schauspielunterricht. Nachdem er sich mehrere Verletzungen beim American Football zugezogen hatte, konzentrierte er sich auf die Theatertätigkeit an der Southwest Missouri State Universität.
In den 1960er-Jahren diente Davis drei Jahre als Captain der US Army in Korea. Nachdem er erst einen Bachelor-Abschluss in Theaterwissenschaft und Kunstgeschichte an der Missouri State University und 1970 seinen Master-Abschluss in Theaterwissenschaft mit einer Arbeit über Gestaltung und Konstruktion von Bühnenbildern in „Komödie im Dunkeln“ und „Die beiden Henker“ (Design and Construction of Stage Settings for Black Comedy and The Two Executioners) an der Southern Illinois University Carbondale erhalten hatte, lehrte er fast 12 Jahre, bis er 1982 ebenda in Theaterwissenschaft über Die Entwicklung der Szenografie im westlichen Theater (The evolution of scenography in the western theater) zum Ph.D. promovierte.
Davis zog nach Vancouver in British Columbia, wo er an der University of British Columbia seine Lehrtätigkeit fortsetzte. Nebenbei spielte er Statistenrollen in verschiedenen Fernsehproduktionen und erste Nebenrollen, u. a. in der Serie Joanie Loves Chachi (1982).
Mit einer Hauptrolle im Film The Journey of Natty Gann wechselte Davis 1985 hauptberuflich in das Fach des Filmschauspielers. Zwei Jahre später, im Jahr 1987, beendete er seine Lehrtätigkeit nach insgesamt 17 Jahren, um sich ganz der Schauspielerei zu widmen.
Ende der 1980er Jahre folgten viele kleinere und größere Rollen in Kino- und Fernsehfilmen, u. a. im Kassenerfolg Kuck mal, wer da spricht! aus dem Jahr 1989. In den 1990er Jahren wirkte Davis in Dutzenden von Filmen mit, von denen Kuck mal, wer da spricht 2 (1990), Cadence (1991), Omen IV: Das Erwachen (1991), Hook (1991), Eine Klasse für sich (1992), Dead Ahead: Das Exxon-Valdez-Desaster (1992), Columbo: Ein Spatz in der Hand (1992), Cliffhanger – Nur die Starken überleben (1993), In einer kleinen Stadt (1993), Avalanche – Geisel im Schnee (1994), She Stood Alone: The Tailhook Scandal (1995), Alaska – Die Spur des Polarbären (1996), Der Fan (1996), Prisoner of Zenda, Inc. (1996) und Wyvern – Die Rückkehr der Drachen (2009) zu den bekanntesten zählen.
Neben seiner Filmtätigkeit wirkte Davis aber auch in vielen Fernsehserien mit. Hierzu gehören:
The Beachcombers (1988),
Booker (1990),
Nightmare Cafe (1992),
Cobra (1993),
Street Justice (1993),
Highlander (1993),
Ausgerechnet Alaska (1994),
M.A.N.T.I.S. (1994),
Poltergeist – Die unheimliche Macht (1996),
Viper (1996),
Der Sentinel – Im Auge des Jägers (1998),
Liebling, ich habe die Kinder geschrumpft (1998),
Die Chris Isaak-Show (2002) und Twilight Zone (2003),
Sowie in einigen Folgen der Serie Navy CIS als Nebenfigur, meist im Videokonferenzraum (M.T.A.C.) zu sehen.
Die Verkörperung des Major Garland Briggs in der Fernsehserie Twin Peaks aus dem Jahr 1990 gehört zu einer seiner erwähnenswertesten Serienrollen. Auch wiederkehrende Rollen in Fernsehserien wie MacGyver (1987 und 1988), bei der er den Schauspieler und späteren Produzenten der Fernsehserie Stargate – Kommando SG-1, Richard Dean Anderson kennenlernte, machten ihn berühmt. Weitere bekannte Serien aus den späten 1980er- und 1990er-Jahren, in denen Don S. Davis mitwirkte, sind 21 Jump Street – Tatort Klassenzimmer (1987, 1988 und 1991), Madison (1994), Akte X – Die unheimlichen Fälle des FBI (als Dana Scullys Vater Captain William Scully in zwei Folgen der Serie; 1994) und Outer Limits – Die unbekannte Dimension (1995).
Von 1997 bis 2004 spielte Davis die Figur des Major/Lieutenant General George Hammond in fast jeder Episode der ersten sieben Staffeln der Science-Fiction-Serie Stargate – Kommando SG-1, die er auch in einem Gastauftritt in der Serie Stargate Atlantis, einem Spin-off von Stargate – Kommando SG-1, verkörpert. Diesen Charakter spielte er auch in dem direkt auf DVD erschienenen Film Stargate: Continuum, der 3 Monate vor seinem Tod fertiggestellt wurde. Parallel hierzu wirkte Davis in den Filmen Vulkan - Berg in Flammen (1997), Con Air (1997), Zugfahrt ins Jenseits (1999), Best In Show (2000), The 6th Day (2000), Suspicious River (2000), The Artist's Circle (2000), The Hostage Negotiator (2001), Deadly Little Secrets (2001) und Savage Island (2002) mit. Ebenfalls war er in den Filmen Far Cry, Wyvern – Rückkehr der Drachen (2008) und Vipers (2008) zu sehen.
Er hatte auch Gastauftritte in Andromeda (Staffel 5 Folge 5; 2004), The West Wing – Im Zentrum der Macht (Staffel 6 Folge 20; 2005) sowie in Supernatural (Staffel 3 Folge 4; 2007) und Loch Ness – Die Bestie aus der Tiefe (2007).
Neben seiner Karriere als Schauspieler war Davis auch ein anerkannter Maler, Bildhauer und Holzschnitzer, dessen Arbeiten in einigen privaten Sammlungen, Galerien und kleineren Museen ausgestellt waren. Davis und seine Ehefrau Sandy haben einen Sohn.
Don S. Davis starb am 29. Juni 2008 an den Folgen eines Herzinfarkts.

## Ehrungen
Die Macher des Stargateuniversums nahmen seinen Tod als Anlass, ein fiktionales Raumschiff in den Namen seiner langjährigen Rolle umzutaufen.

## Filmografie (Auswahl)
- 1985: Die Abenteuer der Natty Gann (The Journey of Natty Gann)
- 1985: Danger Bay (Fernsehserie, 1 Folge)
- 1986: Ein toller Hund (Spot Marks the X, Fernsehfilm)
- 1987: Die Nacht hat viele Augen (Stakeout)
- 1987/1988: MacGyver (Fernsehserie, 2 Folgen)
- 1987–1991: 21 Jump Street – Tatort Klassenzimmer (21 Jump Street, Fernsehserie, 6 Folgen)
- 1989: Strandpiraten (The Beachcombers, Fernsehserie, 1 Folge)
- 1989: Kampf gegen die Mafia (Wiseguy, Fernsehserie, 1 Folge)
- 1989: Moon Trek (Beyond the Stars)
- 1989: Matinee
- 1989: Kuck mal, wer da spricht! (Look Who’s Talking)
- 1989: Die Lady ohne Erinnerung (The Lady Forgets, Fernsehfilm)
- 1989/1990: Booker (Fernsehserie, 2 Folgen)
- 1989–1991: Twin Peaks (Fernsehserie, 16 Folgen)
- 1990: Zeichen und Wunder? (Waiting for the Light)
- 1990: L.A. Law – Staranwälte, Tricks, Prozesse (L.A. Law, Fernsehserie, 1 Folge)
- 1990: Tödliche Erinnerung (Memories of Murder, Fernsehfilm)
- 1990: Ein fremder Klang (Cadence)
- 1990: Kuck mal, wer da spricht 2 (Look Who’s Talking Too)
- 1990–1991: Das Psycho-Dezernat (Broken Badges, Miniserie, 4 Folgen)
- 1991: Blutiger Fluß (Blood River, Fernsehfilm)
- 1991: Omen IV: Das Erwachen (Omen IV: The Awakening, Fernsehfilm)
- 1991: Mystery Date – Eine geheimnisvolle Verabredung (Mystery Date)
- 1991: Im Banne des Entführers (Captive, Fernsehfilm)
- 1991: Der beste Spieler weit und breit (The Gambler Returns: The Luck of the Draw, Fernsehfilm)
- 1991: Ich war ein Playmate (Posing: Inspired by Three Real Stories, Fernsehfilm)
- 1991: Hook
- 1992: Kuffs – Ein Kerl zum Schießen (Kuffs)
- 1992: Unter der Sonne Kaliforniens (Knots Landing, Fernsehserie, 1 Folge)
- 1992: Twin Peaks – Der Film (Twin Peaks: Fire Walk with Me)
- 1992: Im Herzen der Lüge (Calendar Girl, Cop, Killer?, Fernsehfilm)
- 1992: Eine Klasse für sich (A League of Their Own)
- 1992: Der schwarze Tod (Dead Ahead: The Exxon Valdez Disaster, Fernsehfilm)
- 1992: Ein ganz normaler Held (Hero)
- 1992: Columbo: Ein Spatz in der Hand (A Bird in the Hand…, Fernsehreihe)
- 1993: Erdbeben in der Bucht von San Francisco (Miracle on Interstate 880, Fernsehfilm)
- 1993: Cliffhanger – Nur die Starken überleben (Cliffhanger)
- 1993: In einer kleinen Stadt (Needful Things)
- 1993: Die Schwester in der Todeszelle (Final Appeal, Fernsehfilm)
- 1993: Highlander (Highlander: The Series, Fernsehserie, 1 Folge)
- 1994: Der letzte Paß (One More Mountain, Fernsehfilm)
- 1994: Ausgerechnet Alaska (Northern Exposure, Fernsehserie, 1 Folge)
- 1994: Akte X – Die unheimlichen Fälle des FBI (The X-Files, Fernsehserie, 2 Folgen)
- 1994: Wenn die Liebe den Tod besiegt (Max)
- 1994: Das Kind einer anderen (Someone Else’s Child, Fernsehfilm)
- 1994–1996: Madison (Fernsehserie, 7 Folgen)
- 1995: Blutiges Familiengeheimnis (A Family Divided, Fernsehfilm)
- 1995: Der Marshal (The Marshal, Fernsehserie, 1 Folge)
- 1995: Hideaway – Das Versteckspiel (Hideaway)
- 1995: Brutale Exzesse – Skandal in der Navy (She Stood Alone: The Tailhook Scandal, Fernsehfilm)
- 1995: Die Abenteuer eines Sommers (The Ranger, the Cook and a Hole in the Sky, Fernsehfilm)
- 1995: Black Fox – Kampf auf Leben und Tod (Black Fox: The Price of Peace, Fernsehfilm)
- 1995: Outer Limits – Die unbekannte Dimension (The Outer Limits, Fernsehserie, 2 Folgen)
- 1995: Die Rache der Schönheitskönigin (Beauty's Revenge, Fernsehfilm)
- 1995: Nur der Hauch eines Zweifels (Shadow of a Doubt, Fernsehfilm)
- 1996: Gefährliche Flucht (Brothers of the Frontier, Fernsehfilm)
- 1996: Jim Profit – Ein Mann geht über Leichen (Profit, Fernsehserie, 2 Folgen)
- 1996: Jagdgründe des Verbrechens (The Limbic Region, Fernsehfilm)
- 1996: The Fan
- 1996: Alaska – Die Spur des Polarbären (Alaska)
- 1996: Poltergeist – Die unheimliche Macht (Poltergeist: The Legacy, Fernsehserie, 1 Folge)
- 1996: Schnappt den Doppelgänger! (Prisoner of Zenda, Inc., Fernsehfilm)
- 1996: Kaltblütig (In Cold Blood, Miniserie, 2 Folgen)
- 1996: Fröhliche Weihnachten, Mr. President (The Angel of Pennsylvania Avenue, Fernsehfilm)
- 1997: Vulkan - Berg in Flammen (Volcano: Fire on the Mountain, Fernsehfilm)
- 1997: Dad’s verrückte Woche (Dad’s Week Off, Fernsehfilm)
- 1997: Die Stiefschwester (Stepsister, Fernsehfilm)
- 1997: Con Air
- 1997: Escape – Flucht ohne Ausweg (The Escape, Fernsehfilm)
- 1997: Schmutzige Tricks in Reno (Tricks, Fernsehfilm)
- 1997–2007: Stargate – Kommando SG-1 (Stargate SG-1, Fernsehserie, 152 Folgen)
- 1998: Der Sentinel – Im Auge des Jägers (The Sentinel, Fernsehserie, 1 Folge)
- 1998: Liebling, ich habe die Kinder geschrumpft (Honey, I Shrunk the Kids: The TV Show, Fernsehserie, 1 Folge)
- 1999: Zugfahrt ins Jenseits (Atomic Train, Miniserie, 2 Folgen)
- 2000: Best in Show
- 2000: The 6th Day
- 2003: Twilight Zone (The Twilight Zone, Fernsehserie, 1 Folge)
- 2004: Miracle – Das Wunder von Lake Placid (Miracle)
- 2004: Angst über Amerika (Meltdown, Fernsehfilm)
- 2004: Stargate Atlantis (Fernsehserie, 1 Folge)
- 2004: Andromeda (Fernsehserie, 1 Folge)
- 2004: Navy CIS (Navy NCIS, Fernsehserie, 1 Folge)
- 2005: The West Wing – Im Zentrum der Macht (The West Wing, Fernsehserie, 1 Folge)
- 2005: Child of Mine (Fernsehfilm)
- 2005–2006: Dead Zone (The Dead Zone, Fernsehserie, 3 Folgen)
- 2006: Psych (Fernsehserie, 1 Folge)
- 2006: Seed
- 2007: Beneath
- 2007: Supernatural (Fernsehserie, 1 Folge)
- 2007/2008: Flash Gordon (Fernsehserie, 2 Folgen)
- 2008: Loch Ness – Die Bestie aus der Tiefe (Loch Ness Terror, Fernsehfilm)
- 2008: Stargate: Continuum
- 2008: Vipers (Fernsehfilm)
- 2008: Far Cry
- 2009: Der Fluch der 2 Schwestern (The Uninvited)
- 2009: Wyvern – Die Rückkehr der Drachen (Wyvern, Fernsehfilm)
- 2010: Woodshop